# Agabus aequalis
Agabus aequalis är en skalbaggsart som beskrevs av Sharp 1882. Agabus aequalis ingår i släktet Agabus och familjen dykare. Inga underarter finns listade i Catalogue of Life.